# Гайдебуров, Павел Павлович
Па́вел Па́влович Гайдебу́ров (15 [27] февраля 1877, Санкт-Петербург, Российская империя — 4 марта 1960, Ленинград, СССР) — русский и советский актёр театра и кино. Режиссёр, театральный деятель, педагог. Народный артист РСФСР (1940).

## Биография
Родился 15 [27] февраля 1877 в Санкт-Петербурге в семье известного литератора П. А. Гайдебурова. Младший брат поэта Василия Гайдебурова. После окончания гимназии Я. Г. Гуревича, в 1896 году поступил на юридический факультет Петербургского университета. Участвовал в студенческих любительских спектаклях, брал уроки актёрского мастерства у П. М. Свободина.
В 1899 году за участие в студенческих выступлениях был исключён из университета и в том же году начал профессиональную сценическую деятельность в провинции в антрепризе Н. Васильевой. Дебютировал как актёр в Минске, сыграв Треплева в чеховской «Чайке».
В 1903 году вместе с актрисой Надеждой Скарской (сестрой В. Ф. Комиссаржевской), ставшей спустя год его женой, организовал Общедоступный театр при Лиговском народном доме графини Софьи Паниной, открывшийся 23 ноября 1903 года спектаклем «Гроза» по пьесе А. Н. Островского и быстро завоевавший популярность среди рабочих.
Общедоступный театр существовал до 1914 года; ещё в 1905-м Гайдебуров создал на его основе Передвижной театр. В отличие от Общедоступного, репертуар которого состоял преимущественно из классики, Передвижной театр, существовавший до 1928 года, стремился ставить и современные пьесы-новинки как для провинции, так и для столичного зрителя, в том числе А. П. Чехова, М. Горького, Г. Ибсена, Б. Шоу. Открывшийся в Петербурге 7 марта 1905 года спектаклем «Маленький Эйольф» Г. Ибсена в постановке Гайдебурова, Передвижной театр с постоянной труппой объезжал крупные города провинции. До начала Первой мировой войны «передвижники» ежегодно совершали поездки по городам севера и центра России, Украины, Белоруссии, Кавказа, Сибири, Дальнего Востока.
В течение 10 лет были с большим успехом сыграны перед публикой пьесы Л. Н. Толстого, А. Н. Островского и А. П. Чехова, трилогия А. Толстого, «Антигона» и «Эдип» Софокла, «Король Лир» и «Гамлет» Шекспира, «Марино Фальери» и «Сарданапал» Дж. Байрона, «Борьба за престол», «Столпы общества» и «Нора» Г. Ибсена, трилогия Бомарше, пьесы Б. Бьёрнсона, «Вильгельм Телль» Ф. Шиллера и другие.
Вместе с женой Гайдебуров основал «Издательство Передвижного театра» (1906—1924), руководил изданием «Записок Передвижного театра» (1914—1924, издано 69 выпусков).
С 1933 года Гайдебуров руководил Колхозно-совхозным передвижным театром имени Леноблисполкома, где поставил «Ревизора» Гоголя (1934), «Дворянское гнездо» по Тургеневу (совместно с Скарской, 1943), «Шестеро любимых» А. Н. Арбузова (1935), «Власть тьмы» Л. Н. Толстого (1936), «Платон Кречет» А. Е. Корнейчука (1936), «Борис Годунов» А. С. Пушкина (1937), «Недоросль» Д. И. Фонвизина (1938) и другие спектакли. В годы войны работал в Ярославском театре имени Ф. Волкова.
В 1944—1950 годах Гайдебуров выступал на сцене московского Камерного театра. С 1955 года — актёр труппы МАДТ имени Е. Б. Вахтангова.
Преподавал в Институте живого слова.
Жена — Скарская, Надежда Фёдоровна (1868—1958), Заслуженная артистка Республики (1927)
Умер от острой сердечной недостаточности 4 марта 1960 года. Похоронен в Ленинграде на Литераторских мостках Волковского Православного кладбища.

## Творчество

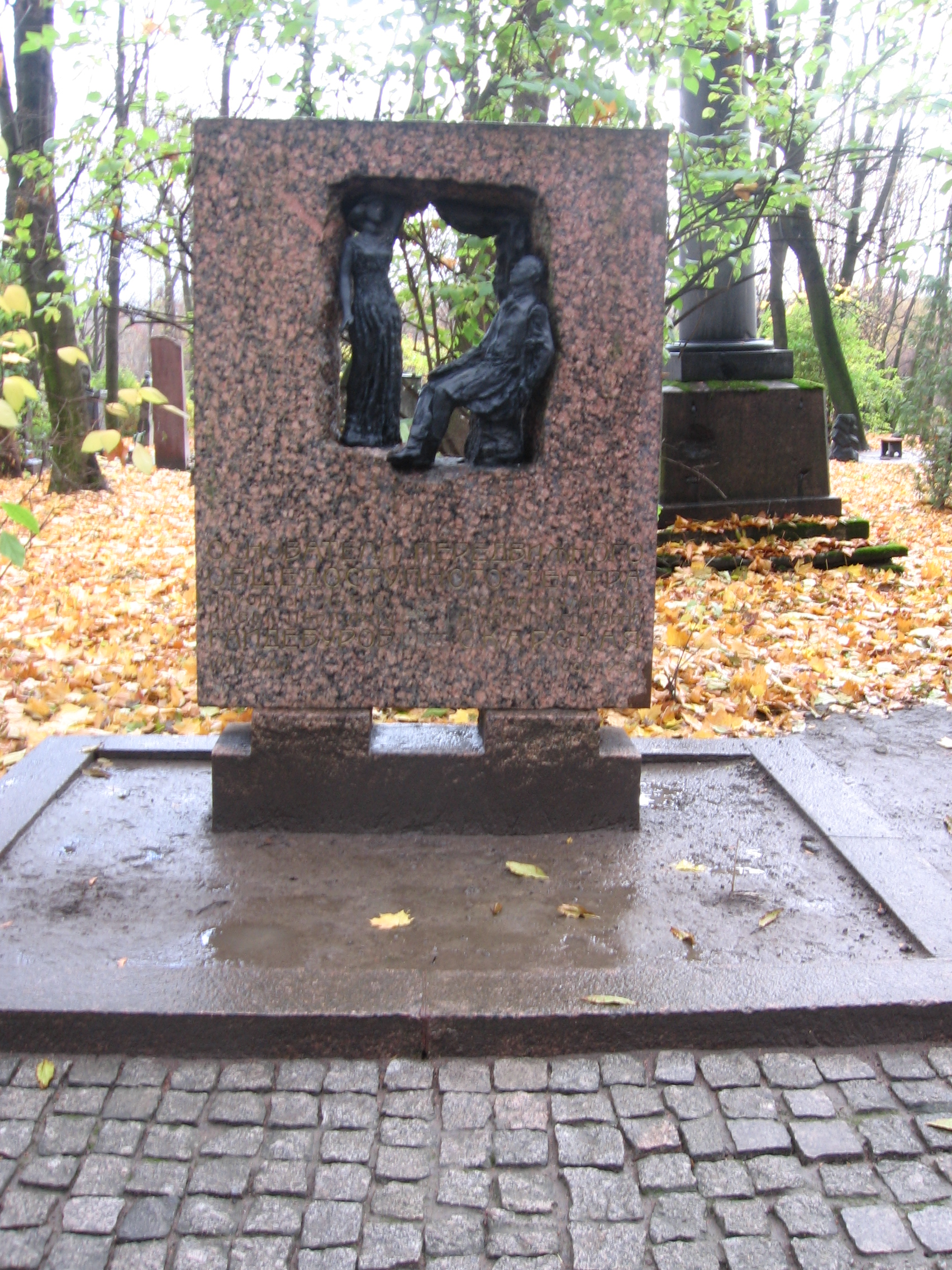
Надгробие П. П. Гайдебурова на Литераторских мостках

### Литературные произведения
Первое стихотворение «У колыбели» опубликовано в 1898 году, по словам П. Гайдебурова, с благословения Владимира Соловьёва.
Гайдебуров опубликовал ряд стихотворений в «Вестнике Европы», «Русской мысли», «Мире Божьем» и других журналах, они вышли отдельной книгой в 1913 году. В стихах чувствуется влияние поэтики символистов. Автор книги «На сцене и в жизни» (1959, совм. с Н. Ф. Скарской). Перевёл трагедию Э. Верхарна «Филипп II» (поставлена в Передвижном театре в 1928 году).

### Театральные работы

#### Актёрские
- «Чайка» А. П. Чехова — Константин Гаврилович Треплев
- «Дядя Ваня» А. П. Чехова — Иван Петрович Войницкий
- «Власть тьмы» Л. Н. Толстого — Пётр
- «Горе от ума» А. С. Грибоедова — Александр Андреевич Чацкий
- «Геншель» Г. Гауптмана — Франц
- «Забава» А. Шницлера — Фриц
- «Спиритизм» В. Сарду — Жорж д’Обенас
- «Царь Борис» А. К. Толстого — Христиан
- «Без вины виноватые» А. Н. Островского — Григорий Незнамов
- «Потонувший колокол» Г. Гауптмана — Пастор
- «Мёртвые души» по Н. В. Гоголю — Павел Иванович Чичиков
- «Татьяна Репина» А. С. Суворина — Котельников
- «Преступление и наказание» по Ф. М. Достоевскому — Родион Романович Раскольников
- «Царь Фёдор Иоаннович» А. К. Толстого — Фёдор Иоаннович
- «Моцарт и Сальери» А. С. Пушкина —Моцарт
- «Скупой» Мольера — Гарпагон
- 1943 — «Генерал Брусилов» И. Л. Сельвинского — А. А. Брусилов

#### Режиссёрские
- 1940 — «Вишневый сад» А. П. Чехова — БДТ им. Горького
- 1951 — «Старик» М. Горького — Симферопольский драматический театр

### Фильмография
1. 1938 — Друзья — старик-осетин
2. 1946 — Адмирал Нахимов — лорд Реглан
3. 1948 — Мичурин — академик Василий Васильевич Пашкевич (нет в титрах)[источник не указан 4693 дня]
4. 1950 — Секретная миссия — Роджерс

## Награды и звания
- Заслуженный артист Республики (1925)
- Народный артист РСФСР (1940)
- Сталинская премия (третьей степени) за постановку и исполнение главной роли в спектакле «Старик» М. Горького (1951) в Симферопольском драматическом театре.
- два ордена Трудового Красного Знамени (11.03.1939[7] и 21.03.1947)
- ещё один орден
- медали

## Сочинения
- Отчет за первый год Передвижного театра. ― Петроград, 1907.
- Народный театр. Первые итоги. ― Петроград, 1918.
- Театральное дело внешкольника. ― Петроград, 1919.
- Зарождение спектакля. ― Петроград, 1922.
- Проблемы пьесы «Старик» // Горьковский альманах. ― М., 1948.
- Полвека с Чеховым // Театральный альманах. ― М., 1948.
- Скарская Н., Гайдебуров П. На сцене и в жизни. ― М., 1959.
- Литературное наследие. М.: ВТО, 1977. 464 с.

## Архив
Фонд П.П. Гайдебурова в Российском государственном архиве литературы и искусства насчитывает 1402 единицы хранения и охватывает период с 1860 по 1960 гг. Сюда вошли рукописи (в т.ч. статьи, стихотворения, дневники, автобиографии, доклады и выступления), записные книжки, материалы артистической и режиссерской деятельности П.П. Гайдебурова и Н.Ф. Скарской (режиссерские экземпляры пьес, режиссерские заметки и разработки к спектаклям). Также на хранении состоят многочисленные переписки (около 365 корреспондентов), фотографии, юбилейные материалы.